# Rob Roy
 Rob Roy (bra: Rob Roy - A Saga de uma Paixão; prt: Rob Roy) é um filme estadunidense de 1995 dirigido por Michael Caton-Jones, inspirado na vida do escocês Robert Roy MacGregor e suas batalhas nas terras altas da Escócia.

## Sinopse
No início do século XVIII, na Escócia, o marquês de Montrose (John Hurt) se compromete a entregar uma carta de crédito de mil libras, mas o pagamento é feito em dinheiro vivo e acaba sendo roubado pelo chefe da guarda (Tim Roth) do marquês.
O nobre exige o dinheiro de volta, e o capitão da guarda manda prender Rob Roy MacGregor (Liam Neeson), o chefe do clã, para se vingar. Para atraí-lo, estupra a mulher dele, Mary (Jessica Lange), queima sua casa e mata todos os seus animais, o que provoca o desejo de vingança no clã ofendido.

## Elenco
- Liam Neeson .... Rob Roy MacGregor
- Jessica Lange .... Mary MacGregor
- John Hurt .... Marquês de Montrose
- Tim Roth .... Archibald Cunningham
- Eric Stoltz .... MacDonald
- Andrew Keir .... Duque de Argyll
- Brian Cox .... Killearn
- Brian McCardie .... MacGregor
- Gilbert Martin .... Will Guthrie
- Vicki Masson .... Betty
- Gilly Gilchrist .... Iain
- Jason Flemyng .... Gregor
- Ewan Stewart .... Coll